# Martin Švec
Martin Švec (* 24. Oktober 1994 in Brünn) ist ein tschechischer Squashspieler.

## Karriere
Martin Švec begann seine Karriere im Jahr 2014 und gewann bislang drei Titel auf der PSA World Tour. Seine höchste Platzierung in der Weltrangliste erreichte er mit Rang 65 am 5. Juni 2023. Mit der tschechischen Nationalmannschaft nahm er 2017 und 2023 an der Weltmeisterschaft teil. 2013 gehörte er erstmals und seitdem mehrfach zum tschechischen Aufgebot bei Europameisterschaften. Im Einzel erreichte er 2014, 2015 und 2016 jeweils das Achtelfinale.

## Erfolge
- Gewonnene PSA-Titel: 3